# Pasador estriado

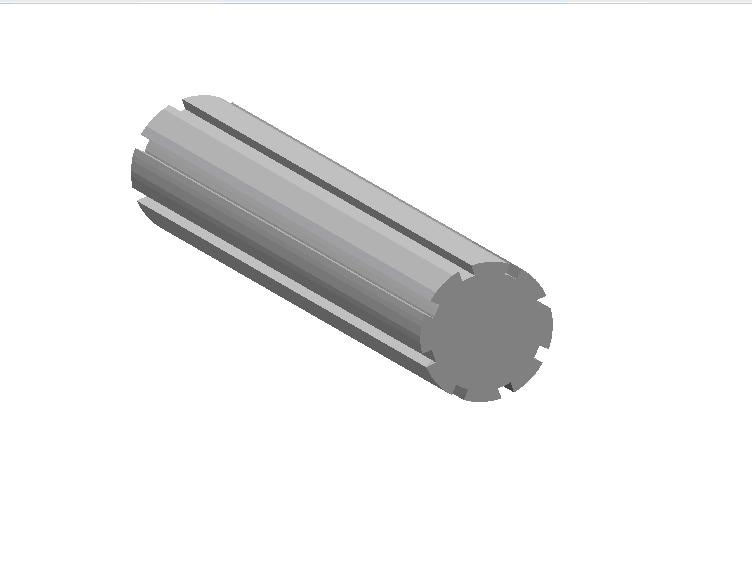
Simulación de un pasador estriado

Un pasador estriado es un tipo de pasador. Geométricamente tiene forma cilíndrica o cónica y posee unas ranuras o entalladuras en su superficie. Dichas entalladuras se pueden encontrar de forma longitudinal o en espiral.
También poseen un redondeo o un chaflán en los extremos para facilitar su inserción.
Su funcionamiento se basa en la deformación elástica. Al introducirse a presión en el agujero pertinente, la parte externa del pasador se deforma elásticamente, las entalladuras ayudan a que se produzca dicha deformación, asegurando así la estanqueidad de la unión.

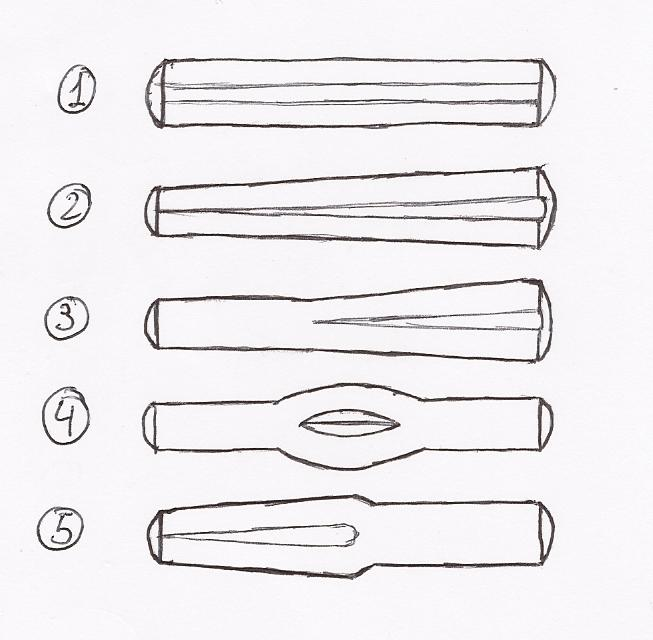
Tipos de pasadores estriados

## Tipos de pasadores estriados
1. Pasador estriado cilíndrico
2. Pasador estriado cónico
3. Pasador estriado elástico

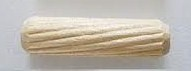
Pasador de madera con ranuras en espiral

4. Pasador cilíndrico estriado central
5. Pasador estriado con espiga cilíndrica

## Materiales
- Acero
- Latón
- Madera

La gran mayoría de los pasadores estriados son de acero, madera y latón, siendo los de otro tipo utilizados en aplicaciones específicas.

## Esfuerzos soportados
Los pasadores estriados están diseñados para soportar esfuerzos cortantes y momentos torsores de forma que las piezas unidas por el pasador mantengan siempre su posición relativa.
A pesar de esto, se diseñan para que, ante un esfuerzo suficientemente grande como para dañar las piezas unidas, el pasador rompa. Esto se debe a que la fabricación de las piezas unidas tiene un coste muy superior al del pasador. Y a que la sustitución de un pasador es más rápida y fácil que la de una pieza.
Por el contrario no está diseñado para soportar esfuerzos axiales.